# Runaway - In fuga
Runaway - In fuga (Runaway) è una serie televisiva statunitense. 
In seguito allo scarso successo ottenuto, è stata chiusa prematuramente dopo solo 3 episodi andati in onda sui 9 filmati e i 13 ordinati e sceneggiati. Debuttò sulla rete americana The CW nel settembre 2006 e terminò la programmazione dopo solo 3 settimane, a ottobre 2006. In Italia è stata trasmessa l'intera serie a partire dal 22 settembre 2008 sul canale Fox.

## Trama
Il telefilm parla della storia di un padre di famiglia, l'avvocato Paul Rader, che, accusato ingiustamente dell'omicidio di Anne Baxter, per evitare il processo e scoprire chi lo sta incastrando, scappa con moglie e figli e si rifugia in una cittadina, Bridgewater, dove, con la famiglia, inizia una nuova vita sotto mentite spoglie.

## Episodi
Esistono inoltre quattro episodi non filmati, intitolati rispettivamente: They Say It's Your Birthday, Dashing Through the Snow, Trial and Error e Knock, Knock.
| n° | Titolo originale             | Titolo italiano            | Prima TV USA      | Prima TV Italia   |
| -- | ---------------------------- | -------------------------- | ----------------- | ----------------- |
| 1  | Pilot                        | In fuga                    | 25 settembre 2006 | 22 settembre 2008 |
| 2  | Identity Crisis              | Crisi d'identità           | 2 ottobre 2006    | 22 settembre 2008 |
| 3  | Mr. Rader Goes to Washington | Paul Rader va a Washington | 15 ottobre 2006   | 22 settembre 2008 |
| 4  | Homecoming                   | Ritorno a casa             | inedito           | 29 settembre 2008 |
| 5  | Father Figure                | Figura paterna             | inedito           | 29 settembre 2008 |
| 6  | Liar, Liar                   | Bugie                      | inedito           | 6 ottobre 2008    |
| 7  | Turn, Turn, Turn             | Ogni cosa al suo posto     | inedito           | 6 ottobre 2008    |
| 8  | There's No Place Like Home   | Casa dolce casa            | inedito           | 13 ottobre 2008   |
| 9  | End Game                     | Gioco finale               | inedito           | 13 ottobre 2008   |